# The Light in the Dark
The Light in the Dark, também conhecido como The Light of Faith, é um curta-metragem norte-americano de 1922, do gênero drama, dirigido por Clarence Brown e estrelado por Lon Chaney.

## Elenco
- Hope Hampton – Bessie MacGregor
- E.K. Lincoln – J.Warburton Ashe
- Lon Chaney – Tony Pantelli
- Theresa Maxwell Conover – Sra. Templeton Orrin
- Dorothy Walters – Sra. Callerty
- Charles Mussett – Detetive Braenders
- Edgar Norton – Peters
- Dore Davidson – Jerusalem Mike
- Mr. McClune – Socrates S. Stickles